# Margarida Àlvarez i Àlvarez
Margarida Álvarez i Álvarez (província de Lugo, 1948) és una mestra i política catalana d'origen gallec.
Establerta a Catalunya, ha treballat com a professora de matemàtiques en ensenyament secundari i des de 1983 com a funcionària a la Inspecció de Serveis del departament d'Ensenyament. El 1995 va donar classes de català i castellà a immigrants. De 1997 a 1999 va coordinar la integració educativa de fills de famílies immigrants o en risc de marginació social i cultural. De 1996 a 1999 fou representant del Departament d'Ensenyament de la Generalitat de Catalunya al Programa per a la Prevenció i Assistència de la Sida.
A finals de 1999 fou nomenada presidenta de l'Institut Català de les Dones, malgrat l'oposició del PSC que al·legava que militava a la UDC, partit que no s'ha destacat mai per les seves actuacions en defensa dels drets de la dona. En 2001 va demanar a l'empresa automobilística Renault la retirada d'un anunci considerat sexista.
Quan el desembre de 2002 es va fer pública la seva substitució en el càrrec per Joana Ortega i Alemany, va culpar públicament de la seva destitució Josep Antoni Duran i Lleida, tot i que manifestà que continuaria militant a Unió Democràtica de Catalunya.